# Клиент (проституция)
Клиент в проституции — человек, который платит за услуги проституции (секс-работы), которые поставляются секс-работником. Мотивы покупателей секса являются значимым фактором в проблеме проституции.
Американский социолог Джон Гэньон, представитель антропологической концепции, указывающей на психофизиологические, духовные и социальные причины проституции, описывает основные аспекты, касающиеся клиента проституции. Социология позволяет рассмотреть феномен проституции с точки зрения взаимодействия двух индивидов, группы, социальных институтов, общества в целом. Велик вклад журналистов в освещение отношений в сфере проституции (с клиентами, сутенёрами, полицией), в том числе секс-работники сами пишут о своих клиентах.
Медицина анализирует проституцию в контексте эпидемиологии заболеваний, передающихся половым путём. Коммерческий секс, содействующий распространению ВИЧ, зависит, среди прочего, от покупателей секса, вступающих в незащищённый секс с работниками секс-бизнеса.
Криминология рассматривает клиентов проституток, и как насильников, и как рикошетных жертв проституции.

## Медицина
Распространение ВИЧ и ИППП зависит, среди прочего, от клиентов проституции, вступающих в незащищённый секс с проститутками, а также от количества и характеристик других сексуальных партнёров этих клиентов. 
Клиентов секс-работников в разных регионах мира сложно сосчитать, между тем, оценка количества клиентов проституции имеет решающее значение для профилактики ВИЧ.
Лишь 39 % клиентов проституции знают, что можно заразиться  во время минета , только 60 % клиентов приносят с собой презервативы, хотя в Германии все клиенты секс-работников по закону обязаны приносить с собой презервативы.

## Лексика
Филология изучает проблему проституции в рамках социолингвистики. В 2006 году была выпущена «Энциклопедия проституции секс-работы», собравшая термины и понятия секс-индустрии. В том числе в ней есть и статья «Клиенты». 
Существует множество жаргонных терминов для обозначения клиентов, в том числе «торговец», «покупатель секса». Один из таких терминов— нарицательное имя «Джон» в Северной Америке, которое клиенты используют в целях сохранения анонимности. Для тех, кто передвигается в транспортном средстве по кварталам красных фонарей с целью покупки проституток, используют кличку Kerb crawler. Клиенток-женщин иногда называют «Джейн», хотя подавляющее большинство клиентов проституции почти во всех странах — мужчины. Известны карибские сленговые термины для женщин-клиенток альфонсов, такие как «бутылка молока», «стелла» и другие.
Жаргонные термины для обозначения клиентов используются как проститутками, так и правоохранительными органами.

## Демография
Эмпирические исследования дают социологическую характеристику феномена потребления секс-услуг в современном обществе.

### Количество
Исследования, программы и законодательство, связанные с торговлей людьми в целях сексуальной эксплуатации, как правило, не изучают покупателя секса и его роль в формировании спроса на сексуальную эксплуатацию. 
Прямые исследования клиентов проституции показывают, что клиентами проституции, как правило, являются не маргинализированные мужчины, в отличие от проституток. В большинстве стран клиентами проституток являются преимущественно мужчины.
Доля клиентов проституции в 1990-х годах  во всех регионах, составляла около 9–10%, при этом   13%–15% в Центральной Африке, 10–11% в Восточной и Южной Африке, и 5 –7% в Азии и Латинской Америке. 
По данным репрезентативного исследования в немецкоязычном мире (1994 год), примерно каждый пятый немецкий мужчина хотя бы раз в жизни пользовался сексуальными услугами, в 2007 году для американцев эта цифра достигает 17 %, для австралийцев 16 %, для Западной Европы 15 %, для России около 11 %.  60 % мужчин бывали клиентами проституции.

### Профессии
Профессиональная принадлежность клиентов не специфична, но можно выделить некоторые хорошо распознаваемые профессиональные группы: водители (такси и грузовиков), студенты, военные, строители.
21,6 % клиентов имеют профессии, которые обычно воспринимаются как властные или заслуживающие доверия, например, сотрудники правоохранительных органов, адвокаты или военные, некоторым из этих клиентов поручено поддерживать те самые законы, которые они нарушают (см.  проституционный скандал Элиота Спитцера).
Клиенты, пользующиеся услугами  детской проституции, часто занимают ведущее положение в обществе.

### Социальные характеристики
Не существует социальных характеристик, которые отличали бы клиента проституции от других мужчин. Клиенты относятся ко всем социально-экономическим классам. 
От 80 % до 90 % клиентов (по данным исследования в США от 70 % до 90 %, по другим данным 55 %) — женатые мужчины.  
Исследование, проведенное в Джорджии, показало, что 83 % клиентов удержались бы от покупки секса, если бы были разоблачены.
По исследованиям в Канаде:
- Средний возраст клиента — от 38 до 42 лет (по другим исследованиям в других странах возрастной диапазон составлял от 15 до 90 лет[20], в развивающихся странах около 20 лет[16].);
- Средний клиент за свою жизнь покупал секс примерно 100 раз;
- 70 % клиентов закончили университет или колледж и зарабатывают более 50 000 канадских долларов в год.

Исследования показали, что мужчины ищут молодых женщин, часто несовершеннолетних девочек.

## Личностные характеристики клиента проституции
Проституция является одной из форм коммодификации, то есть секс в секс-индустрии получает денежную оценку, происходит конвертация «ценности» в «цену». Изначально товарно-денежные отношения, в которые вступает клиент и проститутка, лишены моральной и нравственной составляющей, являющейся основным регулятором сексуального поведения индивида.  
Американский социолог Джон Гэньон, представитель антропологической концепции, указывающей на психофизиологические, духовные и социальные причины проституции,  выделяет несколько основных аспектов, касающихся клиента проституции: 
- Проституция упрощает и ускоряет сексуальное сближение, избавляя мужчину от необходимости ухаживания, соблюдать какие-то ритуалы, вести переговоры
- Для мужчины важен конечный результат, а проститутка не может сказать “нет”
- Связь с проституткой избавляет мужчину от ответственности как социальной, на случай беременности, так и эмоциональной
- Проституция привлекает мужчин экзотическим разнообразием, возможностью приобретения нового опыта
- Проблема возраста стареющих мужчин (после 50 лет), которых влекут молодые женщины
- Нередко мужчина ищет в проститутке не только сексуального партнера, но и собеседницу
- Самые частые клиенты проституток – приезжие и командированные, которые чувствуют себя одинокими и неухоженными
- Проституция это способ получения секса для тех, кто не может привлечь женщину иначе, как за деньги.

Клиент воспринимает секс-работника, как предмет, призванный удовлетворять сексуальные желания. Психологически клиент уверен в том, что идя в данную «профессию», проститутка соглашается играть ту роль, которая отводится ей клиентом, поэтому основополагающим является система ожиданий и требований клиента. 57 % клиентов уверены, что женщины занимаются проституцией добровольно, только некоторые клиенты понимают, что торговля сексом негативно сказывается на женщинах, вовлеченных в секс-индустрию (психиатрические нарушения, суицид). Признание проституции трудом является  предметом исследований в экономической социологии. 
Исследования личностных характеристик клиентов проституции выявили существование двух отдельных подгрупп:
- Подгруппа с низкой социально-сексуальной эффективностью (межличностная потребность в близости);
- Подгруппа с высоким стремлением к сенсациям (потребности в новизне и разнообразии в сексуальных контактах).

Мотивация клиентов, ищущих секса с проститутками:
- Удовлетворение неудовлетворенных в противном случае сексуальных желаний (удовлетворение «потребности» в сексе, реализация фантазии, желание определенного вида секса, встреча с определенным типом женщин[14][34]);
- Средство установления социальных связей с женщинами;
- Желание избежать обязательств традиционных отношений[14].

Мотивация клиентов проституции в России:
- 42 % — просто сексуальное удовлетворение, максимально быстро и без обязательств;
- 34 % — определенные модели сексуального удовлетворения, в которых им было отказано в официальных отношениях;
- 27 % — за компанию;
- 4 % — для создания антуража;

78 % опрошенных признали, что произошло подсознательное отождествление проститутки и любой другой женщины, сформировалось потребительское отношение ко всем окружающим женщинам.

### Межличностная потребность в близости
Лишь немногие исследования направлены на изучение отношения клиентов к секс-работникам. Клиенты ждут от секс-работников подтверждения своей мужественности, которой, по их мнению, им не хватает в других аспектах их жизни.  Клиенты с межличностной потребностью в близости ищут не просто секс; они делают денежную надбавку за дружелюбие, разговорчивость, подобие романтики и интимности. Тем не менее для клиентов их собственные сексуальные потребности важнее потребностей секс-работника, даже если они осознают, что проститутки являются жертвами эксплуатации и психологического насилия со стороны сутенёров, клиенты проституции не собираются отказываться от своих привычек. Большинство клиентов не интересуются эмоциями проститутки. Существует множество мифов для обоснования, избегания ответственности и оправдания клиентов проституции ( раскрепощение женщин в проституции, предоставление возможности заработать бедным и другие). Одним из рациональных объяснений является следующее: клиенты покупают проституток потому, что могут. Некоторые клиенты признались, что испытывают во время походов к проституткам «неудовлетворенность, опустошенность», а также стыд и чувство вины перед жёнами.
Типичные реакции проституток на клиента: диссоциация от клиента с помощью употребление алкоголя и наркотиков, восприятие клиента исключительно как источника дохода. 

### Потребности в новизне и разнообразии в сексуальных контактах
По результатам исследований, направленные на определение личностных характеристик мужчин, покупающих секс, было определено, что покупатели секс-услуг имеют много общего с мужчинами, практикующими сексуальное принуждение. По итогам исследования 2008 года в Эдинбурге и Чикаго, был сделан вывод о высоком уровне оскорбительного, хищнического и бесчеловечного отношения к проституткам (и женщинам в целом) со стороны клиентов, многие мужчины описывали свое поведение как зависимость; большой процент заявил, что возможность публичного разоблачения или включения в реестр сексуальных преступников удержит их от покупки секса у проституток. Аналогичные результаты были получены в Камбодже в 2012 году.
Для подгруппы с высоким стремлением к новизне и разнообразию в сексуальных контактах характерны черты, воплощающие Темную триаду (нарциссизм, макиавеллизм, психопатия и садизм). Такие клиенты стремятся доминировать и контролировать секс-работников, которых считают уязвимыми и подчиненными.

## Деструктивное влияние проституции на клиента
Для клиентов проституток характерна сексуальная объективация, а также риски по их собственной стигматизации, десоциализации и деформации восприятия женщин.
Нет негативного влияния проституции на самодостаточных, сформировавшихся, не нуждающуюся в самоутверждении, обладающих определёнными волевыми качествами, а также не имеющих нарушений в сфере сексуальной регуляции, клиентов.
Однако на этапе формирования личности проституция для клиента является крайне деструктивным фактором.
Мужчины переносят модели поведения с проституткой на всех женщин без исключения. Проституция формирует у клиентов крайне высокий диапазон сексуальной приемлемости и искаженное понятие нормы сексуального поведения. 
Для клиентов с различными психическими отклонениями со своеобразными, интенсивными, устойчивыми и навязчивыми сексуальными импульсами и фантазиями даже однократная реализация этих импульсов-фантазий подчиняет всю деятельность такого индивида. Углубляются и разрастаются симптомы различных психических отклонений в сексуальной сфере, усиливается навязчивость определённых сексуальных влечений, снижается уровень контрольных механизмов личности.

## Насилие

### Насилие со стороны клиентов
В проституции фиксируется высокий уровень нарушений, вреда и травм, а сама проституция является формой насилия в отношении женщин. Со стороны клиентов продажного секса фиксируется высокий уровень насилия: физическое насилие, садистский секс и использование оружия. В странах, декриминализовавших секс-индустрию, сексуальное насилие трансформируется в социально санкционированное и приемлемое поведение. В некоторых странах, где проституция легальна, например, в Нидерландах, клиентов призывают следить за признаками насилия в проституции.
Доля проституток, испытавших насилие (сутенёры и торговцы людьми не отделены от клиентов):
- Физическое причинение вреда (почти 80 %[20][34]);
- Сексуальное насилие (более 60 %[20], в России 73 %[22], в Америке 73 %[22]) (по результатам исследований Мелиссы Фарли 68 % уличных проституток сообщили, что были изнасилованы клиентами[49]);
- Эмоциональное насилие (более 80 %);
- Вербальные угрозы (более 70 %);
- Контроль с помощью наркотиков/алкоголя (почти 70 %).

Клиенты часто требуют жестокие, унижающие достоинство и оскорбительные сексуальные действия. Вероятность быть убитыми у секс-работников в 60-120 раз выше, чем у женщин, не занимающихся проституцией.
Большинство потребителей-мужчин, покупающих женщин для сексуальных действий, не делают различия между добровольной и принудительной проституцией, как формой торговли людьми, между детской проституцией и проституцией взрослых .

### Насилие по отношению к клиентам
В странах, где публичные дома являются незаконными, проституция обычно осуществляется в районах с высоким уровнем преступности, что ставит клиентов под угрозу стать жертвой преступления (вымогательства, мошенничество, шантаж). Клиенты подвергаются словесным оскорблениям, грабежам и физическому насилию в 18 %, 14 % и 4 % случаев соответственно. В Ирландии значительно возросло количество физических нападений на секс-работников со стороны клиентов после принятия законов, запрещающих покупку сексуальных услуг. 

## Финансы
Доступность проституции для клиентов сильно варьируется от региона к региону. Цены самые низкие в районах, где это разрешено законом, из-за конкуренции в сфере секс-торговли, которая стремится привлечь как секс-туристов, так и местных клиентов. Журнал Time назвал Германию «мировой столицей проституции по сниженным ценам».
Когда клиентами проституток становятся мужчины среднего или высшего класса, повышение цен на услуги сокращает использование таких услуг менее состоятельными местными потенциальными клиентами. Штрафы, налагаемые на клиентов, также могут привести к финансовому краху малообеспеченных клиентов проституции.

## Общественное мнение
Взгляд на клиентов проституции менялся на протяжении всей истории человечества в зависимости от места и эпохи. В некоторые периоды истории клиенты рассматривались как пособники злодеяний. Во время войны или других событий, которые разделяли семьи, лояльность к клиентам возрастала. Предполагается, что к клиентам-женщинам относятся менее негативно, чем к клиентам-мужчинам, они вызывают любопытство, а не моральное суждение. 
В российской социологии проституция определяется как форма девиантного поведения, как правило, женского, а мужчина-клиент фактически выпадает из данной концепции. 
В России, по данным (на 2014 год) опроса фонда «Общественное мнение», женщины примерно одинаково относятся и к потребителям сексуальных услуг и к тем, кто предоставляет секс-услуги: осуждают 44 % и 47 % соответственно, не осуждают 28 % и 30 %. Мужчины демонстрируют большую толерантность в отношении потребителей сексуальных услуг, (проституток осуждают 36 %, их клиентов — 27 %).

## Закон
То, как закон обращается с клиентами, зависит от юрисдикции и страны.

### Криминализация
Наиболее широко практикуемой мировой правовой стратегией является Криминализация секс-работы , предполагающая уголовное наказание и для проститутки, и для клиента. В 2018 году Папа Франциск назвал клиентов проституции преступниками. В Грейтер-Садбери, Онтарио, сдерживающим фактором, используемым против клиентов, является захват, буксировка и конфискация транспортных средств. В штате Аризона некоторые полицейские используют фальшивую онлайн-рекламу с целью заманить клиентов проституток. Против демонизации клиентов и призывов к карательной реакции выступает социолог Рональд Вейцер. Против криминализации клиентов выступает ирландская выпускница юридического факультета Лора Ли. Секс-работники чаще подвергаются эксплуатации, торговле людьми и нападениям, когда секс-работа криминализирована.

### Частичная криминализация
В более мягкой стратегии частичной криминализации (Шведской модели борьбы с проституцией) было дано определение проституции, как форме насилия мужчин над женщинами и детьми, именно на клиента была возложена ответственность (в виде прогрессирующих штрафов) за покупку секса за деньги, указывалось на невозможность разделить проституцию и торговлю людьми. Однако, на протяжении всей западной истории не было прецедента, когда покупатель спорной услуги считается совершившим более серьёзное нарушение, чем поставщик этой услуги. В Норвегии клиентов могут не только оштрафовать, но и посадить в тюрьму на срок до шести месяцев. Эта модель базируется на результатах исследований, в том числе инициированных Коалицией по борьбе с торговлей женщинами , которые указывают на формирование спроса клиентом, как на основную причину торговли людьми с целью сексуальной эксплуатации. Существует альтернатива уголовного и финансового преследования клиентов проституток в виде занятий по разъяснению того ущерба, который они наносят другим людям и обществу в целом, потребляя сексуальные услуги (школы Джона). Во Франции определённое противодействие штрафованию клиентов исходит от профсоюзов секс-работников, таких как Strass, которые утверждают, что штрафы для клиентов делают секс-работу более опасной, поскольку вынуждают уходить в подполье, соблюдать повышенную секретность и меньшую прозрачность. Норвегия последовала этой модели в 2008 году, а Исландия приняла эту модель в 2009 году. Израиль присоединился к шведской модели борьбы с проституцией в 2020 году. В 2018 году Франция ужесточила наказание за покупку секса до штрафа до 1500 евро (1700 долларов США). В Италии в 2016 году был предложен штраф до 10 000 евро для завсегдатаев проституток.

### Легализация
Модель легализации секс-работы не криминализирует клиента, однако она не является распространённой мировой правовой моделью (практикуется только в некоторых частях Южной Америки, Австралии, Европы и в некоторых округах американского штата Невады). Критики этой идеи указывают на то, что легализация может увеличить спрос на услуги проституток и усугубить проблему эксплуатации женщин.

### Декриминализация
Декриминализация секс-работы является наиболее поддерживаемым решением самих секс-работников. Декриминализация секс-работы не криминализует и не ограничивает никого, кто может законно участвовать в секс-работе. Новая Зеландия была первой страной, декриминализовавшей секс-работу в 2003 году, после принятия Закона о реформе проституции. 
Начиная с августа 2015 года неправительственная общественная организация Amnesty International, глобальное движение, защищающее людей от жестокого обращения, начала проводить политику, требующую, чтобы все страны декриминализовали секс-работу.

### В России
В настоящее время в России получение секса от совершеннолетних законом не преследуется. В то же время, «получение сексуальных услуг несовершеннолетнего» «…в возрасте от 16 до 18 лет лицом, достигшим восемнадцатилетнего возраста» (карается лицо, достигшее возраста 18 лет, получившее «за вознаграждение или обещание вознаграждения несовершеннолетнему или третьему лицу» секс («половое сношение, мужеложство, лесбиянство или иные действия сексуального характера») с лицом, находящимся в возрасте от 16 до 18 лет) — Статья 240.1 УК РФ (введена Федеральным законом от сб.28.12.2013 N 380-ФЗ и начала действовать с чт.09.01.2014): до 4 лет лишения свободы. Считается, что российское общество не готово к легализации. По мнению некоторых юристов, противодействие проституции следует начинать с принятия закона о криминализации клиента.
В 2014 году в России был разработан законопроект, преследующий клиентов проституток, но освобождающий клиентов от крупных штрафов или тюремного заключения, если они вступят в брак с секс-работницей, услуги которой покупали.

## Дальнейшее чтение
- Makepeace, Clare. Punters and Their Prostitutes: British Soldiers, Masculinity, and Maisons Tolérées in the First World War // What is Masculinity?: Historical Dynamics from Antiquity to the Contemporary World / Arnold ; Brady. — London and New York : Palgrave Macmillan, 2011. — P. 413–430. — ISBN 978-0-230-30725-4. — doi:10.1057/9780230307254_20.